# 태경산업
태경산업 주식회사는 태경그룹 계열의 화학 기업이다.